# Negationszeichen
| ¬                        | ¬                     |
| Mathematische Zeichen    | Mathematische Zeichen |
| Arithmetik               | Arithmetik            |
| ------------------------ | --------------------- |
| Pluszeichen              | +                     |
| Minuszeichen             | −, ⁒                  |
| Malzeichen               | ⋅, ×                  |
| Geteiltzeichen           | :, ÷, /               |
| Plusminuszeichen         | ±, ∓                  |
| Vergleichszeichen        | <, ≤, =, ≥, >         |
| Wurzelzeichen            | √                     |
| Prozentzeichen           | %                     |
| Analysis                 |                       |
| Summenzeichen            | Σ                     |
| Produktzeichen           | Π                     |
| Differenzzeichen, Nabla  | ∆, ∇                  |
| Prime                    | ′                     |
| Partielles Differential  | ∂                     |
| Integralzeichen          | ∫                     |
| Verkettungszeichen       | ∘                     |
| Unendlichzeichen         | ∞                     |
| Geometrie                |                       |
| Winkelzeichen            | ∠, ∡, ∢, ∟            |
| Senkrecht, Parallel      | ⊥, ∥                  |
| Dreieck, Viereck         | △, □                  |
| Durchmesserzeichen       | ⌀                     |
| Mengenlehre              |                       |
| Vereinigung, Schnitt     | ∪, ∩                  |
| Differenz, Komplement    | ∖, ∁                  |
| Elementzeichen           | ∈                     |
| Teilmenge, Obermenge     | ⊂, ⊆, ⊇, ⊃            |
| Leere Menge              | ∅                     |
| Logik                    |                       |
| Folgepfeil               | ⇒, ⇔, ⇐               |
| Allquantor               | ∀                     |
| Existenzquantor          | ∃                     |
| Konjunktion, Disjunktion | ∧, ∨                  |
| Negationszeichen         | ¬                     |

Negationszeichen, auch Nicht-Zeichen oder logisches Nicht genannt, sind in der Logik formale Zeichen für die Darstellung der Negation. Neben dem klassischen Zeichen „¬“ in der Aussagenlogik werden zur Notation manchmal auch die Zeichen „~“ oder „!“ verwendet.

## Verwendung
In der Aussagenlogik steht das Negationszeichen für den Term „Es ist nicht so, dass _“ und ein aussagelogischer Satz ¬p, dessen Hauptjunktor ein Negationszeichen ist, wird Negation des Satzes p genannt.
Das Zeichen „¬“ wird außerhalb der Aussagenlogik auch mit abweichender Bedeutung verwendet:
- In Microsoft Word dient es zur Visualisierung des bedingten Trennstrichs.
- In den Regeln für die alphabetische Katalogisierung wird das Zeichen als Nichtsortierzeichen verwendet, das für eine alphabetische Ordnung nicht zu berücksichtigende Wörter (z. B. Artikel) einschließt. So wird ¬Der¬ Herr der Ringe unter H wie Herr einsortiert und nicht unter D wie Der.[3] Diese Konvention wird auch in einigen Bibliotheksprogrammen übernommen.

## Darstellung auf Computersystemen
| Zeichen | Unicode Codepunkt verlinkt auf den Unicodeblock | Bezeichnung   | Dezimal- code | HTML- Entität | LaTeX | Tastatureingabe mit Belegung E1 |
| ------- | ----------------------------------------------- | ------------- | ------------- | ------------- | ----- | ------------------------------- |
| ¬       | U+00AC not sign                                 | Nicht-Zeichen | 0172          | &not;         | \neg  | – ?                             |

Das Zeichen ist mit der gleichen Codierung in ISO 8859-1, -7, -8, -9, -13 und -15 enthalten.